# 切尔凯瑟勒
切尔凯瑟勒，是匈牙利亚斯-瑙吉孔-索尔诺克州所辖的一个村，总面积30.70平方公里，总人口2098，人口密度68.3人/平方公里（2010年1月1日）。